# Close (2019)
Close is een Brits-Amerikaanse film uit 2019, geregisseerd door Vicky Jewson. De film is geïnspireerd door de Britse Jacquie Davis, een van de beroemdste vrouwelijke lijfwachten ter wereld. In sommige landen werd de film exclusief gedistribueerd door Netflix.

## Verhaal
De vrouwelijke lijfwacht Sam Carlson wordt ingehuurd om de jonge vrouw Zoe Tanner, erfgenaam van een mijnbouwmiljardair, te beschermen. Al gauw wordt Sam en de erfgename geconfronteerd met een samenzwering. Na een gewelddadige poging tot ontvoering slaat het tweetal op de vlucht om in leven te blijven.

## Rolverdeling
| Acteur         | Personage       |
| -------------- | --------------- |
| Noomi Rapace   | Sam Carlson     |
| Sophie Nélisse | Zoe Tanner      |
| Indira Varma   | Rima Hassine    |
| Eoin Macken    | Conall Sinclair |
| Akin Gazi      | Alik            |